# Alfonso de Luca
Alfonso de Luca Ibargoyen (Minas, 3 ottobre 2005) è un calciatore uruguaiano, centrocampista del Liverpool (M).

## Carriera
Ha iniziato a giocare nel settore giovanile del Cerro Largo, con cui ha firmato il primo contratto professionistico il 28 settembre 2023. Ha debuttato in prima squadra (e contestualmente tra i professionisti) il 18 ottobre dello stesso anno nell'incontro di Primera División perso 3-1 contro il La Luz.

## Statistiche

### Presenze e reti nei club
Statistiche aggiornate al 5 giugno 2024.
| Stagione        | Squadra         | Campionato      | Campionato | Campionato | Coppe nazionali | Coppe nazionali | Coppe nazionali | Coppe continentali | Coppe continentali | Coppe continentali | Altre coppe | Altre coppe | Altre coppe | Totale | Totale | Totale |
| Stagione        | Squadra         | Comp            | Pres       | Reti       | Comp            | Pres            | Reti            | Comp               | Pres               | Reti               | Comp        | Pres        | Reti        | Pres   | Reti   |        |
| --------------- | --------------- | --------------- | ---------- | ---------- | --------------- | --------------- | --------------- | ------------------ | ------------------ | ------------------ | ----------- | ----------- | ----------- | ------ | ------ | ------ |
| 2023            | Cerro Largo     | PD              | 2          | 0          | CU              | 1               | 0               |                    | -                  | -                  |             | -           | -           | 3      | 0      |        |
| 2024            | Cerro Largo     | PD              | 4          | 0          | CU              | 0               | 0               | CS                 | 0                  | 0                  |             | -           | -           | 4      | 0      |        |
| Totale carriera | Totale carriera | Totale carriera | 6          | 0          |                 | 1               | 0               |                    | 0                  | 0                  |             | -           | -           | 7      | 0      |        |